# Дірке

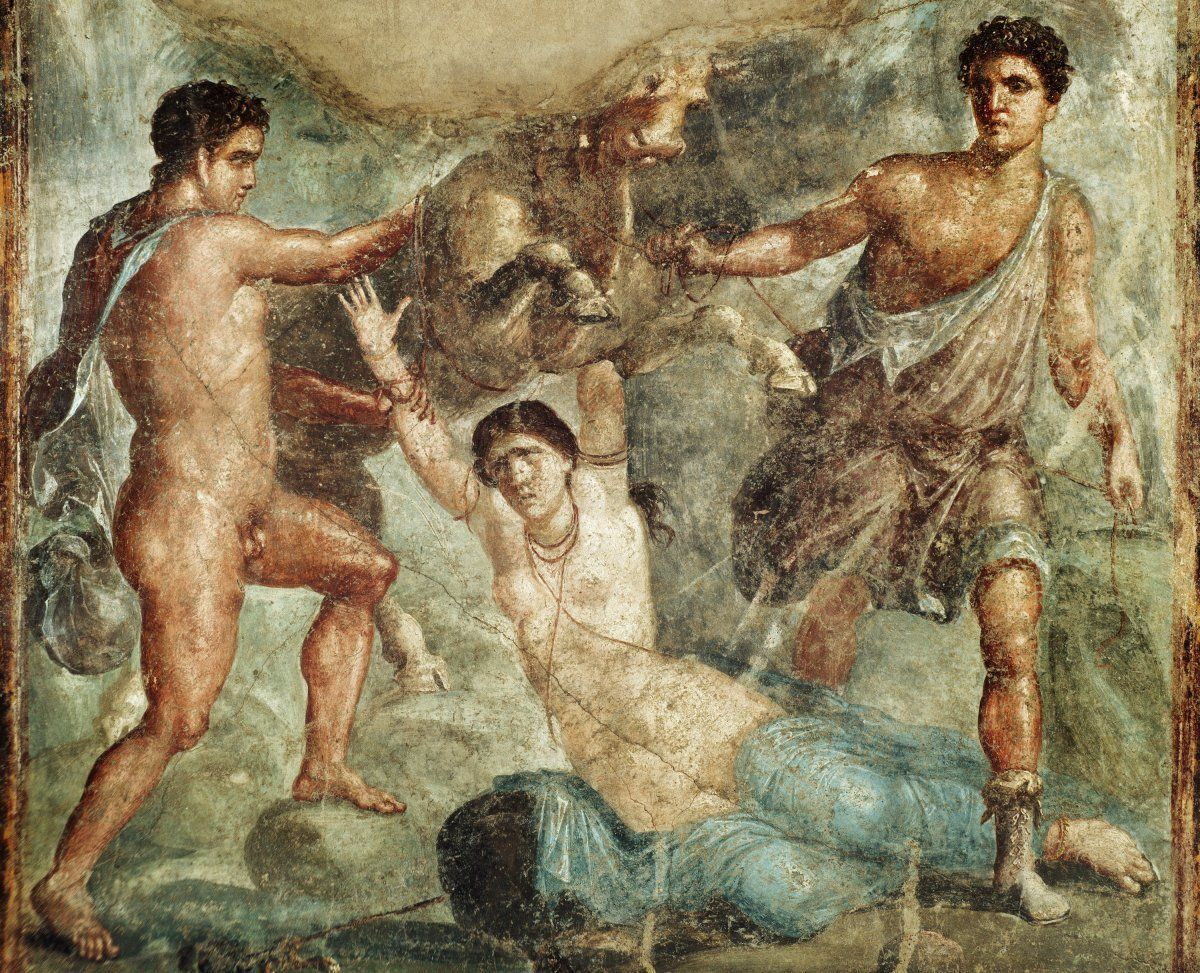
Загибель Дірке, Помпеї

Дірке (грец. Δίρκη), іноді Дірка — дочка Геліоса, друга дружина Ліка, яку покарали Амфіон і Зет за те, що вона знущалася з їхньої матері Антіопи і наказувала прив'язати її до рогів бика.
На честь Дірке названий рід рослин родини Тимелеєвих — Dirca. У місцях зростання представники роду ще звуть «шкіряним деревом»: їхні незвичайно гнучкі стебла колись заміняли мотузки.